# Pe
|  | Aquest article tracta sobre la lletra dels alfabets semítics. Si cerqueu la lletra de l'alfabet llatí, vegeu «p». |

La pe és la dissetena lletra de molts abjads (alfabets) semítics, incloent pe 𐤐 en fenici, pē ܦ en siríac, pe פ en hebreu, fā ف en àrab i äf ፈ en amhàric.
La pe està present en Unicode com a U+05E4 פ hebrew letter pe.
En fonètica la pe representa el so /p/. En hebreu israelià parlat, siríac i fenici aquest so al principi del mot o en la posició postconsonàntica es pronuncia com a /p/, en canvi en la posició postvocàlica es pronuncia com a /f/.

La consonant fenícia /p/ sembla haver-se transformat a la /f/ en púnic, com ho va fer en protoàrab. Certes romanitzacions del púnic tardà inclouen moltes transcripcions «aspirades» com ara ph, th i kh en diverses posicions (encara que la seva interpretació no és clara), així com la lletra f per la *p original.

## Origen
El nom d'aquesta lletra (pe) vol dir "boca" en diverses llengües semítiques: hebreu פה, «pe»; àrab فاه, «fah»; siríac ܦܘܡܐ, «pūmā»; gueez አፍ, «ʾaf»; accadi «pû». La lletra fenícia 𐤐 (pe) deriva d'un dels jeroglífics egipcis que representa boca.
La lletra fenícia pe 𐤐 va donar lloc a la pi grega (Π), la P llatina i la П ciríl·lica.
| egipci | protosinaític | fenici |
| ------ | ------------- | ------ |
| 𓂋      |               | 𐤐      |

## Alfabet àrab
En alfabet àrab aquesta lletra es diu فاء ['faːʔ] (fā). És la vintena lletra de l'alfabet àrab (dissetena, amb un valor numèric de 80 en l'ordre abjadí). És una lletra lunar. Prové, per via dels alfabets nabateu i arameu, de la lletra fenícia pe.
| fenici | arameu | siríac | nabateu | àrab |
| ------ | ------ | ------ | ------- | ---- |
| 𐤐      | 𐡐      | ܦ      |         | ف    |

Representa el so consonàntic velar fricatiu /f/.
| Aïllada | Final | Medial | Inicial |
| ف       | ـف    | ـفـ    | فـ      |

La fā es lliga a la següent lletra de la paraula. També ho fa amb la precedent, sempre que aquesta no sigui àlif, dāl, ḏāl, rā, zāy o wāw, que mai no es lliguen a la lletra posterior.

### Representació, transcripció i transliteració
A la Viquipèdia existeix una proposta de directriu, vegeu-la per a les diferents maneres de transcriure i transliterar fā.
Al SATTS, ġayn es transcriu com a F. En l'alfabet de xat àrab també es fa servir PH.
A la representació Unicode, fā ocupa el punt U+0641 amb el nom ARABIC LETTER FEH.
A la codificació ISO 8859-6, el punt 0xe1.
Com a entitat HTML, es codifica com a &#1601;

### Variants
Tot i l'aparent semblança, la qāf i la fā no són variants l'una de l'altra.
Al Magrib la fā pot trobar-se escrita "ڢ", amb el punt a sota, per a distingir-se de la qāf, que s'escriuria amb un sol punt, com la fā a altres llocs.
En l'alfabet jawi existeix un símbol com la fā amb tres punts a sobre, ڤ, per a representar el so /p/. El soraní usa aquest símbol per a /v/. Aquest símbol també es troba amb el mateix ús a Egipte i Síria.

## Alfabet hebreu
En hebreu s'escriu com a פ, nom complet en hebreu és פֵּא i transcrit com Pe. La transcripció d'aquesta lletra com a pei està influïda per jiddisch.
| Variants | Variants   | Variants |
| Quadrada | Manuscrita | Raixí    |
| -------- | ---------- | -------- |
| פ        | Manuscrita | Raixí    |

La lletra פ o pe és la dissetena lletra de l'alfabet hebreu. També pren el valor numèric de vuitanta. Prové, per via de l'alfabet arameu de la lletra fenícia pe. La pe és una de les sis lletres (בגדכפת, anomenades begadkefat) que poden portar un dagueix suau. El seu nom ve de la paraula que significa "boca" (פה).
Aquesta lletra representa dos fonemes diferents: quant la pe es troba al principi del mot, es pronuncia com a /p/ (pe); en canvi quant aquesta lletra està al mig o final del mot, es pronuncia com a /f/ (fe). Els dos es distingeixen per un punt (anomenat dagueix), que es posa al centre de la lletra per so /p/ i per so /f/ no es posa.

### Variacions en forma/pronunciació
| Nom | Símbol | AFI | Transliteració | Exemple |
| --- | ------ | --- | -------------- | ------- |
| Fe  | פ      | /f/ | f              | cafè    |
| Pe  | פּ      | /p/ | p              | porta   |

#### Pe amb el dagueix
Quan la pe té un "punt" en el seu centre, conegut com a dagueix, aquesta lletra representa el so /p/. Hi ha diverses regles de la gramàtica hebrea que estipulen quan i per què es fa servir un dagueix.

#### Pe sense el dagueix (fe)
Quant aquesta lletra apareix com a פ sense el dagueix ("punt") en el centre llavors representa la fricativa labiodental sorda: /f/.
| Variants finals | Variants finals | Variants finals |
| Quadrada        | Manuscrita      | Raixí           |
| --------------- | --------------- | --------------- |
| ף               | Manuscrita      | Raixí           |

### Forma final
La pe és una de les cinc lletres (caf, mem, nun, pe i tsade) de l'alfabet hebreu que presenten una forma final.

### Simbolisme
Simbolitza el discurs i el silenci. Pe significa boca o la parla; és el que fa l'home, un ésser humà que a través de la paraula és capaç de culminar el propòsit de la creació. La visió interna és el principi mentre que la boca, la porta a fructificar. La verbalització en l'estudi de la Torà, les mitzvot i les oracions és molt important.
Temps de silenci i temps de discurs: a vegades és una mitzvà de parlar, altres vegades és una mitzvà de callar.
La verbalització, la paraula, ha de ser consonant amb els sentiments que són al cor. Pe és igual a 80, l'edat de la fortalesa. La iod dins de la pe indica que la boca humana ha de transmetre només santedat.
La pe sense el punt (dagueix) té un so suau. L'arrel רפא (curar) està escrita sense dageix quan es refereix a la curació de Déu i amb dageix quan es refereix a la curació dels metges humans. Això indica que la curació dels metges pot ser dolorosa i dura, però la curació de Déu és natural i sense dolor. Déu prepara el remei abans de la malaltia.
La successió de les lletres נמעף denota el següent: nun denota al que cau i busca el suport del sàmec, en la seva desesperació sàmec torna el seu ull, ayin, cap al cel com un presoner que demana ser lliurat de les seves cadenes i la pe obre (פתח = obert) les portes de la presó.

## Alfabet siríac
| Madnḫaya | Serṭo | Esṭrangela | Unicode |
| -------- | ----- | ---------- | ------- |
|          |       |            | ܦ       |
| Pe       | Pi    | Pe         | Pē      |

En alfabet siríac, la dissetena lletra és ܦ (en siríac clàssic: ܦܐ - pē). És una de les sis lletres que representen dos sons associats (les altres lletres són Bet, Guímel, Dàlet, Kaf, i Taw). El valor numèric de la pē és 80. Prové, per via de l'alfabet arameu de la lletra fenícia pe.

### Fonètica
| Al principi del mot | Al final o al mig del mot |
| ------------------- | ------------------------- |
| P                   | F                         |

És una de les sis lletres que representen dos sons associats (les altres lletres són Bet, Guímel, Dàlet, Caf i Taw). Quan la pē està al principi del mot o en la posició postconsonàntica es pronuncia com a /p/. En canvi quan en la posició postvocàlica es pronuncia com a /f/.

## Alfabet amhàric
En alfabet amhàric aquesta lletra es diu ፈፍ (äf). És la vint-i-cinquena lletra de l'alfabet amhàric. Aquesta lletra fou incorporada a l'alfabet amhàric al segle xx per a la transcripció i incorporació a l'idioma amhàric noves paraules d'origen estranger. Äf prové, per via de l'alfabet sud-aràbic del jeroglífic egipci D21.
| D21 | Feh | Äf |
| --- | --- | -- |
| 𓂋   | 𐩰   | ፈ  |

Äf representa el so /f/.

### Ús
L'alfabet amhàric és una abugida on cada símbol correspon a una combinació vocal + consonant, és a dir, hi ha un símbol bàsic al qual s'afegeixen símbols per marcar la vocal. Les modificacions de la ፈ (äf) són les següents:
| fä [fə] | fu | fi | fa | fe | fə [fɨ], ∅ | fo | fʷa |
| ------- | -- | -- | -- | -- | ---------- | -- | --- |
| ፈ       | ፉ  | ፊ  | ፋ  | ፌ  | ፍ          | ፎ  | ፏ   |

## Jeroglífic egipci
Quan aquest jeroglífic és un fonograma es pronuncia com a [p]. En canvi quan és un ideograma, representa catifa, tamboret o pedestal. (Gardiner Q3).

## En altres alfabets
| Arameu     | Siríac  | Samarità | Ugarític | Fenici |
| ---------- | ------- | -------- | -------- | ------ |
| 𐡐          | ܦ       | ࠐ        | 𐎔        | 𐤐      |
| Sud-aràbic | Amhàric | Àrab     | Hebreu   |        |
| 𐩰          | ፈ       | ف        | פ        |        |